# سكوتر براون
سكوت صموئيل «سكوتر» براون (بالإنجليزية: Scooter Braun) ولد عام 1981. ويُمثّل «براون»، مؤسس شركة الترفيه والإعلام SB Projects، كل من: جاستن بيبر، أريانا غراندي، مارتن غاريكس، ساي، كارلي راي جيبسن، الثنائي «دان وشاي»، فرقة زاك براون، كانييه ويست، توري كيلي وديمي لوفاتو وآخرين. ورُشح «براون» لجائزة غرامي في عام 2016. وشارك أيضًا في تأسيس شركة إنتاج الأفلام الكوميدية Mythos Studios، بالاشتراك مع منتج هوليوود «ديفيد مايزل».
رُشح «براون» لقائمة الـ 100 التي تصدرها مجلة Time ليكون من «الشخصيات الأكثر تأثيرًا في العالم» في عام 2013. وفي عام 2018، شارك براون في تنظيم مسيرة March for Our Lives، وهي مظاهرة قادها الطلبة للاحتجاج على قوانين الأسلحة، والتي تُعدّ أعدتها صحيفة يو إس إيه توداي أكبر تظاهرة استمرت ليوم واحد في تاريخ العاصمة واشنطن.

## النشأة
وُلِد «براون» في مدينة نيويورك لأبوين يهوديين محافظين وهما: إفرين وسوزان (واسمها سابقًا «شلوسل») براون. فر والدا «إفرين» من الهولوكوست بصعوبة، وعاشا في المجر حتى عام 1956. وفرّا إلى الولايات المتحدة قبل تدخُل الاتحاد السوفيتي لقمع الثورة المجرية بفترة وجيزة. ترعرع «إفرين» في كوينز، وصار طبيب أسنان، بينما كانت «سوزان شلوسل براون»  طبيبة تقويم أسنان. وبعد أن تزوجا، استقرا في غرينتش، كونيتيكت.
أشقاء «براون» الأربعة: «ليزا» و«كورنيليو» و«سام» و«آدم». و «آدم براون» هو مؤسس منظمة Pencils of Promise، وهي منظمة خيرية تركز على بناء المدارس في الدول النامية.
ترعرع «براون» في كوس كوب، كونيتيكت وذهب إلى مدرسة Greenwich High School حيث انتُخِب رئيسًا للفصل. ومارس كرة السلّة من سن 13 إلى 18 عامًا في Amateur Athletic Union مع فريق Connecticut Flame. وعندما بلغ «براون» 17 عامًا، تبنى والداه «سام ماهانغا» و«كورنيليو غويبوندا»، لاعبين سابقين في منتخب موزمبيق الوطني للناشئين. وقد كانا بلا فريق آنذاك بسبب تدهور برنامج كرة السلة الرياضي، فضمهما «إفرين براون» لبطولة النجوم. أصبح «ماهانغا» و«غويبوندا» نجمين في فريق كرة السلة بمدرسة Greenwich High رغم من المعجبين، وفي هذه الأثناء، اشترك براون في مسابقة للأفلام الوثائقية بمناسبة يوم التاريخ الوطني بفيديو مدته 10 دقائق بعنوان «الصراع المجري»، حول اليهود في المجر قبل وأثناء وبعد الهولوكوست تعرضهما للمضايقات من المشجعين، تلك التجربة التي تركت أثرت في حياة عائلة براون تأثيرًا هائلًا. وبينما كان «براون» في مدرسة Greenwich High School، شارك في مسابقة للأفلام الوثائقية بمناسبة يوم التاريخ الوطني بفيلم وثائقي مدته 10 دقائق بعنوان «الصراع المجري» يتحدّث عن اليهود في المجر قبل الهولوكوست وفي أثنائها وبعدها. وفاز هذا الفيلم في مسابقات إقليمية وعلى مستوى الولايات، ثم حاز على المركز الثالث بصفة عامة. وأرسل أحد أفراد عائلة «براون» ذلك الفيلم إلى مكتب المخرج ستيفن سبيلبرغ الذي أرسله بدوره إلى متحف ذكرى الهولوكوست بالولايات المتحدة متحف ذكرى الهولوكوست بالولايات المتحدة. وقال «براون» أن إقرار «سبيلبرغ» كان من أكثر اللحظات إلهامًا في حياته.
درس «براون» في جامعة Emory University في أتلانتا حيث لعب في فريق كرة السلّة الجامعي حتى عامه الثاني. ويُقال أن «براون» ترك الجامعة دون الحصول على درجة علمية بعدما طلب منه «دوبري» أن يشغل منصب مدير التسويق في شركة الإنتاج الفني التي يملكها So So Def.

## الحياة المهنية
بدأ «براون» حياته المهنية بتنطيم حفلات في أثناء دراسته في جامعة Emory University في أتلانتا. في عام 2002، تم تعيينه لتنظيم فلات ما بعد الحدث في المُدن الخمس التي نُظمت فيها Anger Management Tour، والتي كانت تضم كل من «لوداكريس» و«إيمينيم». وقد ساقته هذه الانطلاقة في عالم الهيب هوب للتعرُّف على المنتج «جيرمين دوبري»، مدير شركة So So Def Recordings|So So Def Records. كان عمر «براون» 19 عامًا عندما طلب منه «دوبري» الانضمام إلى So So Def لشغل منصب تسويقي، كما كان عمره 20 عامًا عندما عيّنه «دوبري» مديرًا تفيذيًا لقسم التسويق في الشركة ذاتها. وكان «براون» يعمل في شركة So So Def ويدير نشاطه التجاري المتعلق بالترويج للحفلات، وهو ما زال طالبًا في عامه الثاني في جامعة Emory. وشملت بعض حفلاته الكبرى حفلات دوري 2003 NBA All-Star Game وحفلات ما بعد الحدث لحفلات جولة للفنانة «بريتني سبيرز». وترك «براون» شركة So So Def ليبدأ مشروعه الخاص الذي يشمل أنشطة تسويق وشركة إنتاج موسيقي وتمثيل الفنانين. وبدأ عمله في التسويق بسمسرة صفقة حملة قيمتها 12 مليون دولار بين «لوداكريس» وشركة بونتياك؛ وهي أن يظهر في فيديو كليب أغنية «لوداكريس» التي بعنوان Two Miles an Hour سيارة ماركة «بونتياك»، بينما تعرض الإعلانات التجارية لـ«بونتياك» الأغنية ذاتها.
صادف «براون» «جاستن بيبر» للمرة الأولى عندما شاهد مقطع فيديو له كان عمره فيه 12 عامًا على يوتيوب، وهو يؤدّي أغنية من تأليف «ني يو». فتواصل «براون» مع والدة «بيبر»، «باتي مالات»، التي وافقت على إحضار ابنها إلى أتلانتا لفترة تجربة دون أية شروط أو قيود. وفي النهاية، أقنعهما «براون» بالانتقال من كندا إلى الولايات المتحدة بشكل دائم. وبعد تحقيق مزيد من النجاح على الإنترنت، قدّم «براون» «بيبر» إلى فنانين ناجحين، هما: و«جاستن تيمبرليك»، وأبدى كل منهما اهتمامًا به.Usher «أشر» و«جاستن تيمبرليك»، وأبديا إعجابهما به. وفي النهاية، وقّع مُرشد «أشر» والمدير التنفيذي لموسيقاه «إل. ايه. رايد» صفقةً مع «بيبر»Def Jam Island Def Jam بالاشتراك مع شركة Raymond-Braun Media Group.

## السنيما والتلفزيون
أنتج «براون» فيلم Never Say Never، وهو فيلم وثائقي عن نجم البوب «جاستن بيبر»، الذي أعدّته MTV في 2011 «أحد أعلى الأفلام الوثائقية الموسيقية ربحًا في تاريخ شباك التذاكر المحلي». كانت ميزانية الفيلم 13 مليون دولار، وحقق إيرادات تزيد على 100 مليون دولار على مستوى العالم كأعلى فيلم وثائقي ربحًا حتى الآن. وهو أيضًا المنتج التنفيذي للمسلسل التلفزيوني Scorpion الذي يُعرض على شبكة سي بي إس. وكان هذا المسلسل الذي صوّر منه أربعة مواسم هو أول محاولة له في المسلسلات التلفزيونية، وشاهده 26 مليون مشاهد في عرضه الأول في عام 2014. وفي 2018، أعلنت مجلة Variety أن شركة الإنتاج التلفزيوني FX طلبت نسخة تجريبية لعمل كوميدي غير معنون من إنتاج «براون» يشمل الممثل «كيفين هارت» ومغني الراب «ليل ديكي».
في عام 2007، أسّس «براون» شركة SB Projects، وهي شركة متكاملة لخدمات الترفيه والتسويق وكتابة الأغاني تشمل مجموعة من المشروعات منها: Schoolboy Records، وSB Management، وSheba Publishing. وتشمل المجموعة أيضًا شركة RBMG، وهي مشروع مشترك بين «براون» و«أشر». قامت شركة School Boy Records بترتيب توزيع موسيقي مع شركة. في بداية عام 2013، وقّعت «اريانا غراندي» مع «سكوتر براون» لإدارة أعمالها. في عام 2016، أكدّت شركة Republic Records، شركة الإنتاج الفني الخاصّة بـ«غراندي» أن «براون» أدّى دوره كمدير رئيسي لأعمالها، إذ تولى جميع جوانب حياتها المهنية. كما تتولى شركة SB Ventures إدارة الحملات التلفزيونية، والترويج، وتعاقدات الترخيص الموسيقية، ورعاية الجولات، ومن ذلك تعاقد «جاستن بيبر» مع العلامة التجارية في 2016- 2017. وقامت الشركة بدور السمسار بين كانييه ويست والعلامة التجارية أديداس للأحذية الرياضية. كالفن كلاين بشأن الجولة العالمية Purpose World Tour لعام 2016-2017. وعقدت الشركة شراكة أيضًا بين «كانييه ويست» والعلامة التجارية للأحذية الرياضية أديداس.
وقد رفعت شركة Ithaca Ventures، شركة «براون» القابضة التي تشمل شركة SB Projects رأس مال استثماريًا بقيمة 120 مليون دولار في 2010، يشمل استثمارات في شركة Uber، Spotify وEditorialist. وصرّحت مجلة Fortune أن شركة Ithaca Ventures لديها حصص في سبع من كبرى شركات الإدارة الموسيقية في الولايات المتحدة. وصرّحت مصادر إعلامية أن شركة Ithaca، التي يبلغ رأس مالها المُدار 500 مليون دولار كما من 2018 ستدعم شركة GoodStory Entertainment، وهو تعاون بين «براون» ومدير الترفيه التنفيذي «جيه. دي. روث» في مجال شراء أفلام وثائقية وعروض ارتجالية مباشرة.
في 2018، صرّحت صحيفة "New York Times" بأن «براون» قد اشترك مع ديفيد مايسل، لإنشاء ميثوس ستوديوز لإنتاج أفلام مأخوذة من الكتب الهزلية لتمثيلها في الأفلام السينمائية وأفلام الكارتون.

## الجوائز
ظهر «براون» على غلاف مجلة بيلبورد (مجلة) في عدد "Forty Under Forty" الخاص بتاريخ 11 أغسطس 2012 تحت عنوان «سكوتر براون ولاعبون أقوياء آخرون في طريقهم للصعود». وأُدِرج «براون» في قائمة الـ100 لمجلة Time لعام 2013. وظهر أيضًا مرة أخرى على غلاف مجلة بيلبورد (مجلة) في عددها الصادر بتاريخ 20 إبريل 2013 مع «جاي أوزيري» و«تروي كارتر». وفي عام 2016، فاز «سكوتر» بجائزة «أفضل مدير مواهب» في الاحتفالية السنوي الثالثة لـ" annual"International Music Industry Awards”، مقدمة من «شازام» في المؤتمر السنوية الثاني عشر MUSEXPO في لوس أنغلوس. وفي عام 2017، ظهر «براون» على غلاف عدد Hitmakers من مجلة فارايتي (مجلة) وعدد Gratitude من مجلة Success.
وتم تكريم براون في عام 2018 بجائزة Music Biz 2018 Harry" Chapin Memorial Humanitarian Award" عن جهوده الخيرية في عام 2017.

## الأعمال الخيرية
يظل براون مشاركًا في العديد من الأعمال الخيرية ومنها مؤسسة Braun Family Foundation. ويشارك أيضًا العديد من الفنانين الذين يوقعون مع «براون» في مبادرات خيرية متنوعة. ويُعرف «براون» بدعمه لجمعية Pencils of Promise، التي أسّسها أخوه الأصغر «آدم براون». وجد الأخ الأصغر الإلهام في تجربة سؤاله لطفل هندي عمّا يتمناه، وأجاب الطفل «قلمًا رصاصًا»، مما شجّع «آدم براون» على تأسيس جمعية Pencils of Promise لبناء مدارس في الدول النامية. وقد عمل «براون» و«بيبر» على دعم هذه المنظمة. وساعدت تلك المنظمة الخيرية في بناء أكثر من 200 مدرسة في آسيا وإفريقيا وأمريكا اللاتينية. وصرّحت مجلة Billboard أن «سكوتر برون» قد حقق في عام 2017 -وعملاؤه وشركاته- أمنيات كثيرة لأطفال مؤسسة Make-A-Wish أكثر من أي منظمة في تاريخ المؤسسة. كما تم تكريم «سكوتر براون» بالجائزة الإنسانية في احتفالية Billboard Touring Awards 2016، عن دعمه الخيري لمنظمة Pencils of Promise، ومؤسسة Make-A-Wishومؤسسة Fuck Cancer.
في عام 2017، أطلقت مجلة Billboard على «سكوتر براون» لقب «المستجيب الأول» في صناعة الموسيقى عندما نظّم وأنتج الحفل الخيري One Love Manchester وبرنامج جمع التبرعات Hand in Hand: A Benefit for Hurricane Relief خلال أشهر قليلة واحد تلو الآخر. وفي مارس 2018، نظم «جورج كلوني»، و«براون» وفريقه مسيرة March for Our Lives، وهي تظاهرة طلابية للاحتجاج على قوانين الأسلحة حدثت في العاصمة واشنطن. وصرّحت موقع Vox أن تلك المسيرة كانت أكبر المسيرات الاحتجاجية في تاريخ العاصمة منذ حرب فيتنام.

## الحياة الشخصية
في 2013، بدأ براون في مواعدة يائيل كوهين، وهي ناشطة كندية في مجال الصحة، وفاعلة الخير، ومؤسسة منظمة Fuck Cancer. . وتزوج الثنائي في 6 يوليو 2014، في ويسلر كولومبيا البريطانية. وأنجبا طفلهما الأول «جاغر جوزيف براون» في 6 فبراير 2015، في لوس أنغلوس. وأنجبا طفلهما الثاني «ليفي ماغنوس براون» في 29 نوفمبر 2016. وصرّحت شبكة CNBC أن «براون» أسّس عددًا من الاستثمارات الناشئة، ومنها: Uber، وLyft، وSpotify، وDropBox، وGrab، وCasper.

## روابط خارجية
- سكوتر براون على موقع IMDb (الإنجليزية)
- سكوتر براون على موقع ميوزك برينز (الإنجليزية)
- سكوتر براون على موقع بوكس أوفيس موجو (الإنجليزية)
- سكوتر براون على موقع قاعدة بيانات الفيلم (الإنجليزية)